# 盧森堡世界遺產列表
根据联合国教科文组织（UNSECO）1972年制订的《保护世界文化和自然遗产公约》，世界遗产是指对全人类有重要文化或自然价值的遗产项目，盧森堡於1983年9月28日批准了該公約。

## 列表
入选《联合国教科文组织世界遗产名录》的世界遗产项目均按照十项评定标准登录，每一处登录的世界遗产必须符合十项标准中的至少一项，其中符合第一（i）至六（vi）项的为世界文化遗产，第七（vii）至十（x）项为世界自然遗产，同时符合文化和自然遗产标准的为文化和自然双重遗产（又称“复合遗产”）。
| 名称                   | 图像                | 位置     | 登錄年份 | 数据           |
| ---------------------- | ------------------- | -------- | -------- | -------------- |
| 盧森堡市、要塞及老城區 | Luxembourg panorama | 盧森堡市 | 1994     | 699; iv (文化) |